# بیماری زوسکا
بیماری زوسکا (به انگلیسی: Zuska's Disease) که با نام‌های فیستول شیرزا و بیماری زوسکا-آتکینز شناخته می‌شود یک بیماری نادر عودکننده است که توسط تخلیه ورم چرکی یا آبسه در اطراف نوک پستان مشخص می‌شود. این بیماری اغلب اشتباه تشخیص‌داده می‌شود و مداوای اشتباه می‌شود به حدی که گاهی‌اوقات منجر به ماستکتومی غیرضروری می‌شود. علائم این بیماری شامل تورم، تخلیه فیستول از پشت هاله پستان، ترشح غلیظ از نوک پستان یا ترشحات دردناک است.
درمان قطعی آن برش فیستول و همه بافت‌های غده‌ای کنارهاله‌ای، همراه با بافت داکتال نوک پستان می‌باشد.
این بیماری برای اولین‌بار در سال ۱۹۵۱ توسط پزشک زوسکا شناسایی و مشخص شد.

### برابرها
1. ↑  Lactiferous Fistula
2. ↑  Zuska-Atkins disease
3. ↑  Mastectomy: پاره‌کردن و برداشتن قسمتی از پستان